# Nothria grossa
Nothria grossa är en ringmaskart som beskrevs av Imajima 1989. Nothria grossa ingår i släktet Nothria och familjen Onuphidae. Inga underarter finns listade i Catalogue of Life.